# Брит Екланд
Брит-Мари Екланд (швед. Britt-Marie Ekland; Штокхолм, 6. октобра 1942) шведско енглеска је филмска и ТВ глумица и модел.
Највише је упамћена као Бонд девојка у деветом филму о енглеском супершпијуну Човек са златним пиштољем (1974). Поред тога, глумица се појавила у низу других познатих британских филмова, укључујући Ухвати Картера (1971), Човек од прућа (1973), Бакстер! (1973) и Краљевски сјај (1975).
Године 1964. Екланд се удала за британског глумца Питера Селерса, са којим је годину дана касније добила ћерку. Након развода 1968. године, имала је низ романса високог профила, укључујући и са музичарима Луом Адлером и Родом Стјуартом.
Године 2004. изашао је филм Живот и смрт Питера Селерса, у којем је улогу Брит Екленд играла глумица Шарлиз Терон. Екланд највише снима на телевизији, где гостује у разним телевизијским емисијама.